# Loser (张天赋歌曲)
Loser是香港歌手張天賦的單曲，於2021年8月26日由香港華納唱片作數位發行。Loser是一首Lo-Fi風格的節奏藍調歌曲，張天賦亦在歌曲中挑戰以英語饒舌。
歌曲發行後未有延續前作反對無效的成功，最高僅登上勁歌金榜第7位。

## 音樂錄影帶
Loser的音樂錄影帶由同公司同年女樂壇新人張蔓姿作為導演拍攝，並主要於茶餐廳內取景。錄影帶於歌曲發行同日公開，至今點擊率已突破百萬次。

## 歌曲列表
| 線上下載 串流媒體 | 線上下載 串流媒體 | 線上下載 串流媒體 |
| 曲序              | 曲目              | 时长              |
| ----------------- | ----------------- | ----------------- |
| 1.                | Loser             | 4:13              |

## 製作團隊
資料來自Loser音樂錄影帶於YouTube的說明文字。
- 作曲：陳考威 / JNYBeatz
- 填詞：T-Rexx
  - 饒舌歌詞：陳考威
- 編曲：陳考威 / JNYBeatz
- 監製：陳考威
- 結他：Derrick Sepnio
- 電貝斯：Darrell
- 鍵盤、合成器：JNYBeatz, 陳考威
- 鼓、編程：陳考威
- 弦樂編排：蘇道哲
- 混音：Matt Sim
- 母帶：Alex Psaroudakis

## 榜單
| 週榜單（2021年） | 最高 名次 |
| ---------------- | --------- |
| 香港（勁歌金榜） | 7         |

## 資料來源
1. ↑  . KKBOX. 2021-08-26  [2021-10-03]. （原始内容存档于2021-11-09）.
2. ↑  . KKBOX於Facebook. 2021-08-26  [2021-10-03].
3. 1 2  . MC張天賦於YouTube. 2021-08-26  [2021-08-26]. （原始内容存档于2021-10-24）.
4. ↑  . TVB於Facebook. 2021-10-25  [2021-11-08].